# Fessevillers
Fessevillers település Franciaországban, Doubs megyében. Lakosainak száma 159 fő (2022. január 1.). Fessevillers Les Plains-et-Grands-Essarts, Trévillers, Urtière, Ferrières-le-Lac, Belfays, Goumois, Saignelégier és Indevillers községekkel határos.

## Népesség
A település népességének változása:
| Lakosok száma | 94   | 117  | 105  | 166  | 164  | 158  | 158  | 157  | 157  | 159  |
|               | 1968 | 1982 | 1990 | 2006 | 2013 | 2015 | 2017 | 2019 | 2020 | 2022 |